# Кларіса Фернандес
Кларіса Фернандес (ісп. Clarisa Fernández; нар. 28 серпня 1981) — колишня аргентинська тенісистка.
Найвищу одиночну позицію світового рейтингу — 26 місце досягла 31 березня 2003, парну — 111 місце — 28 січня 2002 року.
Здобула 7 одиночних та 6 парних титулів туру ITF.
Найвищим досягненням на турнірах Великого шолома був чвертьфінал в одиночному розряді.
Завершила кар'єру 2008 року.

## Фінали ITF
| турніри $100,000 |
| турніри $75,000  |
| турніри $50,000  |
| турніри $25,000  |
| турніри $10,000  |

### Одиночний розряд: 10 (7–3)
| Результат | Ранг | Дата              | Турнір                  | Покриття | Суперниця        | Рахунок       |
| --------- | ---- | ----------------- | ----------------------- | -------- | ---------------- | ------------- |
| Перемога  | 1.   | 12 жовтня 1997    | ITF Монтевідео, Уругвай | Ґрунт    | Селесте Контін   | 7–6, 6–4      |
| Поразка   | 1.   | 5 жовтня 1998     | ITF Монтевідео, Уругвай | Ґрунт    | Жофія Губачі     | 6–0, 3–6, 4–6 |
| Перемога  | 2.   | 18 липня 1999     | ITF Сецце, Італія       | Ґрунт    | Міхаела Модован  | 6–2, 6–3      |
| Поразка   | 2.   | 20 вересня 1999   | ITF Салоніки, Греція    | Килим    | Елені Даніліду   | 2–6, 2–6      |
| Перемога  | 3.   | 7 січня 2001      | ITF Сан-Паулу, Бразилія | Тверде   | Седа Норландер   | 6–3, 6–1      |
| Перемога  | 4.   | 8 липня 2001      | ITF Орбетелло, Італія   | Ґрунт    | Мартина Суха     | 6–4, 2–6, 7–5 |
| Перемога  | 5.   | 23 січня 2005     | ITF Маямі, США          | Тверде   | Сє Яньцзе        | 6–4, 6–2      |
| Перемога  | 6.   | 5 березня 2006    | ITF Клірвотер, США      | Тверде   | Альберта Бріанті | 7–5, 6–2      |
| Поразка   | 3.   | 15 жовтня 2006    | ITF Сан-Франциско, США  | Тверде   | Ешлі Гарклроуд   | 2–6, 3–6      |
| Перемога  | 7.   | 25 листопада 2007 | ITF Мехіко              | Тверде   | Джулія Коен      | 6–1, 6–2      |

### Парний розряд: 10 (6–4)
| Результат | Ранг | Дата              | Турнір                       | Покриття | Партнерка                 | Суперниці                                 | Рахунок          |
| --------- | ---- | ----------------- | ---------------------------- | -------- | ------------------------- | ----------------------------------------- | ---------------- |
| Перемога  | 1.   | 21 червня 1999    | ITF Орбетелло, Італія        | Ґрунт    | Маріана Діас-Оліва        | Марія Головизніна Анастасія Мискіна       | 6–4, 6–2         |
| Поразка   | 1.   | 5 вересня 1999    | ITF Сполето, Італія          | Ґрунт    | Франческа Ск'явоне        | Деббі Гак Андреа ван ден Гурк             | 1–6, 1–6         |
| Поразка   | 2.   | 14 листопада 1999 | ITF Монтеррей, Мексика       | Тверде   | Аліче Канепа              | Россана де лос Ріос Маріана Діас-Оліва    | 6–4, 6–7(6), 3–6 |
| Поразка   | 3.   | 10 грудня 2000    | ITF Богота, Колумбія         | Тверде   | Кончіта Мартінес Гранадос | Жоана Кортез Маріана Діас-Оліва           | 6–3, 1–6, 2–6    |
| Перемога  | 2.   | 7 січня 2001      | ITF Сан-Паулу, Бразилія      | Тверде   | Роміна Оттобоні           | Міріам Д'Агостіні Ванесса Менга           | 6–1, 7–6(6)      |
| Перемога  | 3.   | 29 січня 2001     | ITF Клірвотер, США           | Тверде   | Жоана Кортез              | Євгенія Куликовська Джолен Ватанабе       | 6–1, 7–5         |
| Поразка   | 4.   | 15 квітня 2001    | ITF Сан-Луїс-Потосі, Мексика | Ґрунт    | Жоана Кортез              | Еухенія Чіальво Кончіта Мартінес Гранадос | 7–6(3), 1–6, 1–6 |
| Перемога  | 4.   | 13 серпня 2001    | ITF Бронкс, США              | Тверде   | Фудзівара Ріка            | Крісті Богерт Ельс Калленс                | 2–6, 7–6(3), 6–4 |
| Перемога  | 5.   | 7 жовтня 2001     | ITF Фресно, США              | Тверде   | Саманта Рівз              | Ешлі Гарклроуд Марі-Ев Пеллетьє           | 6–2, 4–6, 7–5    |
| Перемога  | 6.   | 27 березня 2005   | ITF Сан-Луїс-Потосі, Мексика | Ґрунт    | Лурдес Домінгес Ліно      | Жоана Кортез Йонемура Томоко              | 6–2, 6–2         |